# Садиня вас при Двору
Садиня вас при Двору (на словенски: Sadinja vas pri Dvoru) е село в Словения, регион Югоизточна Словения, община Жужемберк. Според Националната статистическа служба на Република Словения през 2015 г. селото има 162 жители.